# Stenalcidia praeparata
Stenalcidia praeparata là một loài bướm đêm trong họ Geometridae.